# Diocèses de Bretagne
Les diocèses de Bretagne, au nombre de cinq ont été créés après la Révolution. Ils résultent de la réorganisation des neuf évêchés préexistant. Ces évêchés sont pour certains de fondation gallo-romaine, et pour d'autres, créés à la suite de l'immigration des Bretons insulaires. Les évêchés deviennent ensuite des diocèses.

## Histoire

### Neuf évêchés jusqu'à la Révolution

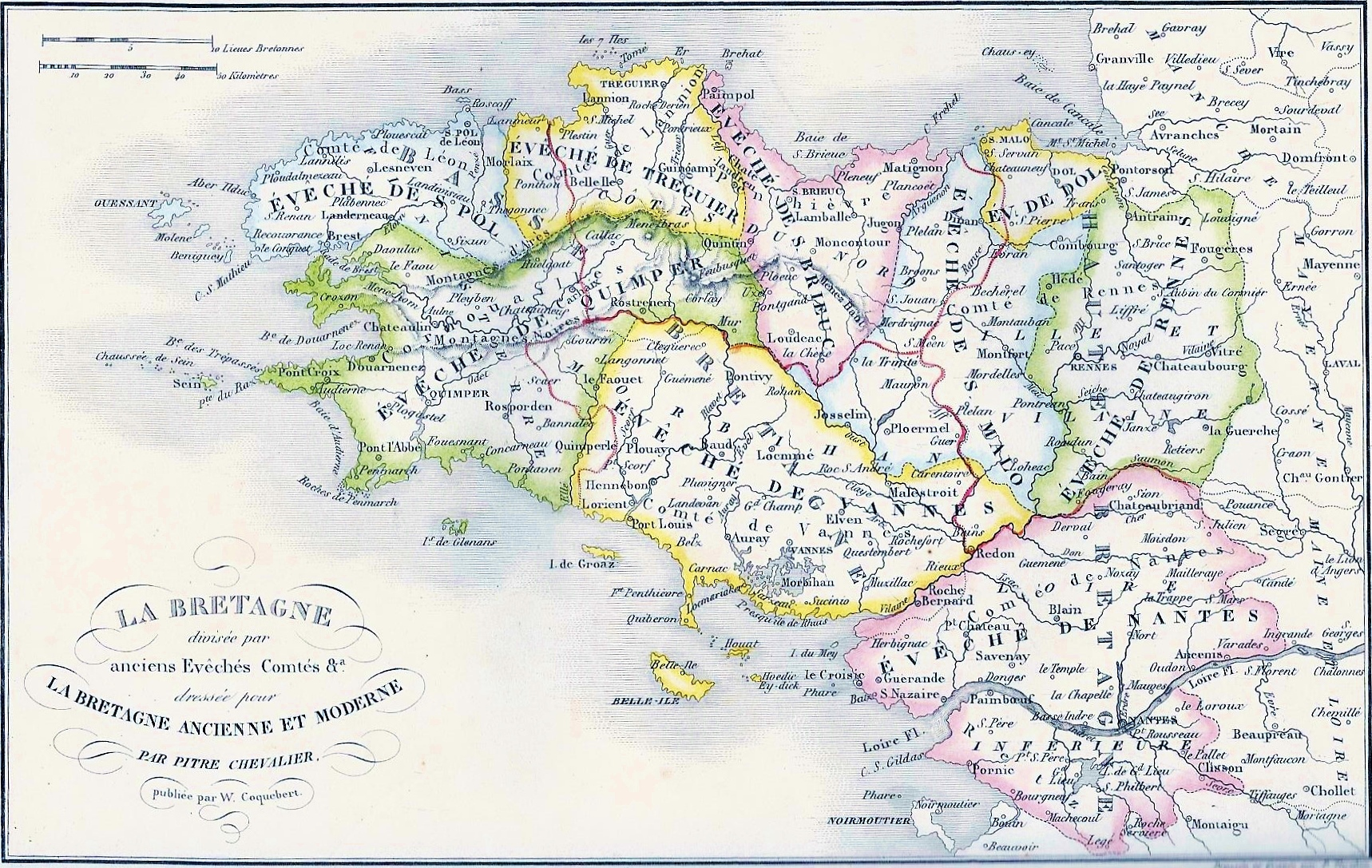
Carte des neuf diocèses bretons d'Ancien Régime (Pitre-Chevalier, "La Bretagne ancienne et moderne", 1844).

Certains des évêchés sont de fondation gallo-romaine.
Les chefs-lieux de cité gallo-romaine comme Nantes, Rennes, Alet et Vannes sont probablement les sièges d'un diocèse avant le Ve siècle. Il n'est cependant pas connu de siège épiscopal pour la cité des Osismes, même si un « évêque des Bretons » est cité en 461 au concile de Tours. Dans la partie occidentale de l'actuelle Bretagne, les pouvoirs épiscopaux auraient notamment été exercés par des abbés-évêques. Les diocèses faisaient partie de la province ecclésiastique de Tours. A la fin du haut Moyen Âge et durant le Moyen Âge central, les diocèses de Dol, Vannes, Quimper, Léon, Alet, Saint-Brieuc et Tréguier en sont détachées pour former une province indépendante dont Dol est le siège. Cette province est réincorporée à celle de Tours la fin du XIIe siècle.
- Création des évêchés de Léon (St-Pol), Dol, Alet et Cornouaille (Quimper)
- Création des évêchés de Tréguier et Saint-Brieuc
- En 1449, le duc François Ier obtint du pape Eugène IV l'érection de Redon en évêché par bulle pontificale le 10 juin 1449, mais les protestations des évêques voisins de Rennes, Vannes et Nantes, sur les territoires desquels le nouveau diocèse devait prendre son assise, firent avorter l'initiative. La bulle de suppression fut alors signée le 20 décembre 1449 par le souverain pontife[2].

| Liste des évêchés de Bretagne jusqu'à la Révolution | Liste des évêchés de Bretagne jusqu'à la Révolution | Liste des évêchés de Bretagne jusqu'à la Révolution | Liste des évêchés de Bretagne jusqu'à la Révolution |
| --------------------------------------------------- | --------------------------------------------------- | --------------------------------------------------- | --------------------------------------------------- |
| Nom                                                 | Superficie                                          | Date de création                                    | Fondateur                                           |
| Évêché de Cornouaille (évêques)                     | 5 979 km2                                           | 848                                                 | saint Corentin de Quimper                           |
| Évêché de Dol (évêques et archevêques)              | 637 km2                                             | VIe siècle                                          | saint Samson de Dol                                 |
| Évêché de Léon (évêques)                            | 2 019 km2                                           | 848                                                 | saint Paul Aurélien (ou Paul de Léon)               |
| Évêché de Nantes (évêques)                          | 7 352 km²                                           | fin du IIIe siècle                                  | saint Clair de Nantes                               |
| Évêché de Rennes (évêques)                          | 3 946 km²                                           | Ve siècle                                           | saint Melaine                                       |
| Évêché de Saint-Brieuc (évêques)                    | 2 558 km²                                           | fin du Ve siècle                                    | saint Brieuc                                        |
| Évêché de Saint-Malo (évêques)                      | 3 931 km²                                           | VIe siècle                                          | saint Maclou (ou Malo)                              |
| Évêché de Tréguier (évêques)                        | 2 251 km2                                           | 865                                                 | saint Tugdual de Tréguier                           |
| Évêché de Vannes (évêques)                          | 5 649 km2                                           | 465                                                 | saint Paterne                                       |

### Cinq diocèses créés après le Concordat en 1801
Depuis le concordat de 1801, la Bretagne comprend cinq diocèses ou évêchés qui ont les mêmes limites que les départements :
- Finistère = diocèse de Quimper et Léon
- Côtes-d'Armor = diocèse de Saint-Brieuc et Tréguier
- Morbihan = diocèse de Vannes
- Ille-et-Vilaine = archidiocèse de Rennes, Dol et Saint-Malo
- Loire-Atlantique = diocèse de Nantes